# Lliga catalana de bàsquet femenina 1988-1989
La Lliga Nacional Catalana de Basquetbol 1988 fou la vuitena edició de la Lliga catalana. La competició se celebrà des del 3 fins al 24 de setembre de 1989 i fou organitzada per la Federació Catalana de Basquetbol. Hi participaren el Caixa Tarragona, vigent campió, Natural Cusí, Bàsquet Manresa i Valvi Girona, que disputaren una lligueta prèvia a doble partit per determinar els dos finalistes. Es classificaren per jugar la final el Caixa Tarragona, quarta consecutiva, i el Natural Cusí. Es proclamà campió el club masnoví per 79 a 70, aconseguint el seu segon títol de la competició.

## Fase prèvia

### Taula de resultats
| Casa \ Fora            | GIR   | MAN   | NAT   | TAR   |
| ---------------------- | ----- | ----- | ----- | ----- |
| VALVI Girona           | —     | 81–57 |       |       |
| Bàsquet Manresa Joviat |       | —     |       |       |
| Natural Cusí           |       |       | —     | 67–72 |
| Caixa Tarragona        | 85–59 | 78–58 | 88–78 | —     |

### Competició

#### Primera jornada
| 3 de setembre de 1988 | Valvi Girona | vs. | Natural Cusí | Figueres |  |
| 20:30                 |              |     |              |          |  |
|                       |              |     |              |          |  |

| 3 de setembre de 1988 | Bàsquet Manresa | vs. | Caixa Tarragona | Manresa |  |
| 21:00                 |                 |     |                 |         |  |
|                       |                 |     |                 |         |  |

#### Segona jornada
| 7 de setembre de 1988 | Valvi Girona | vs. | Caixa Tarragona | Figueres |  |
| 20:30                 |              |     |                 |          |  |
|                       |              |     |                 |          |  |

| 3 de setembre de 1988 | Natural Cusí | vs. | Bàsquet Manresa | El Masnou |  |
| 19:30                 |              |     |                 |           |  |
|                       |              |     |                 |           |  |

#### Tercera jornada
| 11 de setembre de 1988 | Bàsquet Manresa | vs. | Valvi Girona | Manresa |  |
| 21:00                  |                 |     |              |         |  |
|                        |                 |     |              |         |  |

| 11 de setembre de 1988 | Caixa Tarragona | 88–78 | Natural Cusí | Tortosa |  |
| 18:00                  |                 |       |              |         |  |
|                        |                 |       |              |         |  |

#### Quarta jornada
| 13 de setembre de 1988 | Caixa Tarragona | 78–58 | Bàsquet Manresa | Tortosa |  |
|                        |                 |       |                 |         |  |
|                        |                 |       |                 |         |  |

#### Quinta jornada
| 15 de setembre de 1988 | Natural Cusí | 67–72 | Caixa Tarragona | El Masnou |  |
|                        |              |       |                 |           |  |
|                        |              |       |                 |           |  |

| 15 de setembre de 1988 | Valvi Girona | 81–57 | Bàsquet Manresa | Figueres |  |
|                        |              |       |                 |          |  |
|                        |              |       |                 |          |  |

#### Sexta jornada
| 17 de setembre de 1988 | Caixa Tarragona | 85–59 | Valvi Girona | Tortosa |  |
|                        |                 |       |              |         |  |
|                        |                 |       |              |         |  |

### Classificació
Després de la finalització de la fase de lligueta, es classificaren per a disputar la final el Caixa Tarragona i el Natural Cusí.
| # | Equip                  | PJ | PG | PP | PF | PC | BA |
| - | ---------------------- | -- | -- | -- | -- | -- | -- |
| 1 | Caixa Tarragona        | 6  |    |    |    |    |    |
| 2 | Natural Cusí           | 6  |    |    |    |    |    |
| 3 | VALVI Girona           | 6  |    |    |    |    |    |
| 4 | Bàsquet Manresa Joviat | 6  |    |    |    |    |    |

## Final
La final de la Lliga Nacional Catalana 1988 la disputaren el Microbank-El Masnou i el Caixa Tarragona. Se celebrà el 24 de setembre de 1988 al Pavelló Municipal Joana Ballart de Valls i fou retransmès en directe per TV3. S'imposà el club masnoví per 79 a 70. A nivell individual, destacà l'actuació de la jugadora americana Cheryl Taylor amb 31 punts i 12 rebots, màxima anotadora del partit, i els 22 rebots aconseguits per Dayn Royster.
| 24 de setembre de 1988 18:00 Informe | Caixa Tarragona                    | 70–79 | Natural Cusí                    | Pavelló Municipal Joana Ballart, Valls Àrbitres: Pizarro i Vilamajor |
| 24 de setembre de 1988 18:00 Informe | Resultat per meitats: 32-39, 38-40 |       |                                 | Pavelló Municipal Joana Ballart, Valls Àrbitres: Pizarro i Vilamajor |
| 24 de setembre de 1988 18:00 Informe | Pts: Hampton 19 Rebs: Hampton 12   |       | Pts: Taylor 31 Rebs: Royster 22 | Pavelló Municipal Joana Ballart, Valls Àrbitres: Pizarro i Vilamajor |

| Caixa Tarragona | Natural Cusí |

| #            | Pos.  | Jugadora        | Pts | Rbs. |
| ------------ | ----- | --------------- | --- | ---- |
| 5            | B     | Marta Aragay    | N/D | N/D  |
| 6            | AP    | Rosa Castillo   | 14  | 4    |
| 7            | P     | Judith Solana   | 0   | 0    |
| 8            | P     | Kim Hampton     | 19  | 12   |
| 10           | B     | Anna Junyer     | 16  | 1    |
| 12           | E     | Roser Llop      | 14  | 2    |
| 13           | AP    | Georgina Elias  | 7   | 2    |
| 15           | A     | Dolors Esquerra | N/D | N/D  |
| Equip        | Equip | Equip           | 74  | 21   |
| Entrenadora  |       |                 |     |      |
| Maria Planas |       |                 |     |      |

| Campió de la Lliga Catalana 1988-1989 |
| ------------------------------------- |
| Natural Cusí Segon títol              |

| #           | Pos.  | Jugadora         | Pts | Rbs. |
| ----------- | ----- | ---------------- | --- | ---- |
| 5           | A     | Teresa Almoguera | 7   | 1    |
| 6           | B     | Nina Pont        | 5   | 1    |
| 7           | P     | Clara Jiménez    | 2   | 2    |
| 10          | A     | Rosi Medianero   | 8   | 5    |
| 11          | A     | Concha Zapata    | 2   | 5    |
| 12          | B     | Lluïsa Bisetti   | 5   | 0    |
| 14          | P     | Dayn Royster     | 19  | 22   |
| 15          | P     | Cheryl Taylor    | 31  | 10   |
| Equip       | Equip | Equip            | 63  | 50   |
| Entrenador  |       |                  |     |      |
| Jordi Martí |       |                  |     |      |